# Großsteingrab Ganløse 1
Das Großsteingrab Ganløse 1 war eine megalithische Grabanlage der jungsteinzeitlichen Nordgruppe der Trichterbecherkultur im Kirchspiel Ganløse in der dänischen Kommune Egedal. Es wurde im 19. Jahrhundert zerstört.

## Lage
Das Grab lag nördlich von Ganløse und südlich des Egemose centret beim Hof Rastad. In der näheren Umgebung gibt bzw. gab es zahlreiche weitere megalithische Grabanlagen.

## Forschungsgeschichte
Im Jahr 1875 führten Mitarbeiter des Dänischen Nationalmuseums eine Dokumentation der Fundstelle durch. Zu dieser Zeit waren keine baulichen Strukturen mehr auszumachen. 

## Beschreibung
1875 wurde an der Nordwestecke des Hofes eine Ansammlung umgeworfener und gesprengter Steine aufgefunden, bei denen es sich wohl um Reste einer Grabkammer und einer steinernen Umfassung gehandelt hat. Reste einer Hügelschüttung waren nicht mehr auszumachen. Das ursprüngliche Aussehen der Anlage ließ sich nicht mehr rekonstruieren.